# Podiceps
Podiceps (česky potápka, tento název se však používá pro více rodů) je široce rozšířený rod potápek. Zástupci tohoto rodu se vyskytují v Eurasii, Africe, Severní a Jižní Amerika. Výborně plavou a potápí se, řada z těchto druhů je tažných.
Potápka Taczanowského (Podiceps taczanowskii) je zcela nelétavá.

## Systematika
Rod Podiceps vytyčil anglický přírodovědec John Latham v roce 1787. Za typový druh se považuje Colymbus cristatus – dnes Podiceps cristatus – tedy potápka roháč. Rodové jméno kombinuje latinské podex („řiť“, „zadnice“) a pes („noha“).

### Seznam druhů
Rod zahrnuje následující druhy:
- potápka velká (Podiceps major)
- potápka rudokrká (Podiceps grisegena)
- potápka roháč (Podiceps cristatus)
- potápka žlutorohá (Podiceps auritus)
- † potápka andská (Podiceps andinus)
- potápka stříbřitá (Podiceps occipitalis)
- potápka Taczanowského (Podiceps taczanowskii)
- potápka argentinská (Podiceps gallardoi)
- potápka černokrká (Podiceps nigricollis)